# Arvid Fredrik Lönnroth

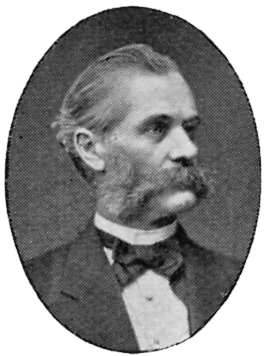
Arvid Fredrik Lönnroth, Foto aus einem historischen Lexikon

Arvid Fredrik Lönnroth (* 27. August 1823 in Göteborg, Västergötland, Schweden; † 13. März 1880 in Söderkulla bei Borås, Västergötland) war ein Major des schwedischen Heeres sowie ein Tiermaler der Düsseldorfer Schule.

## Leben

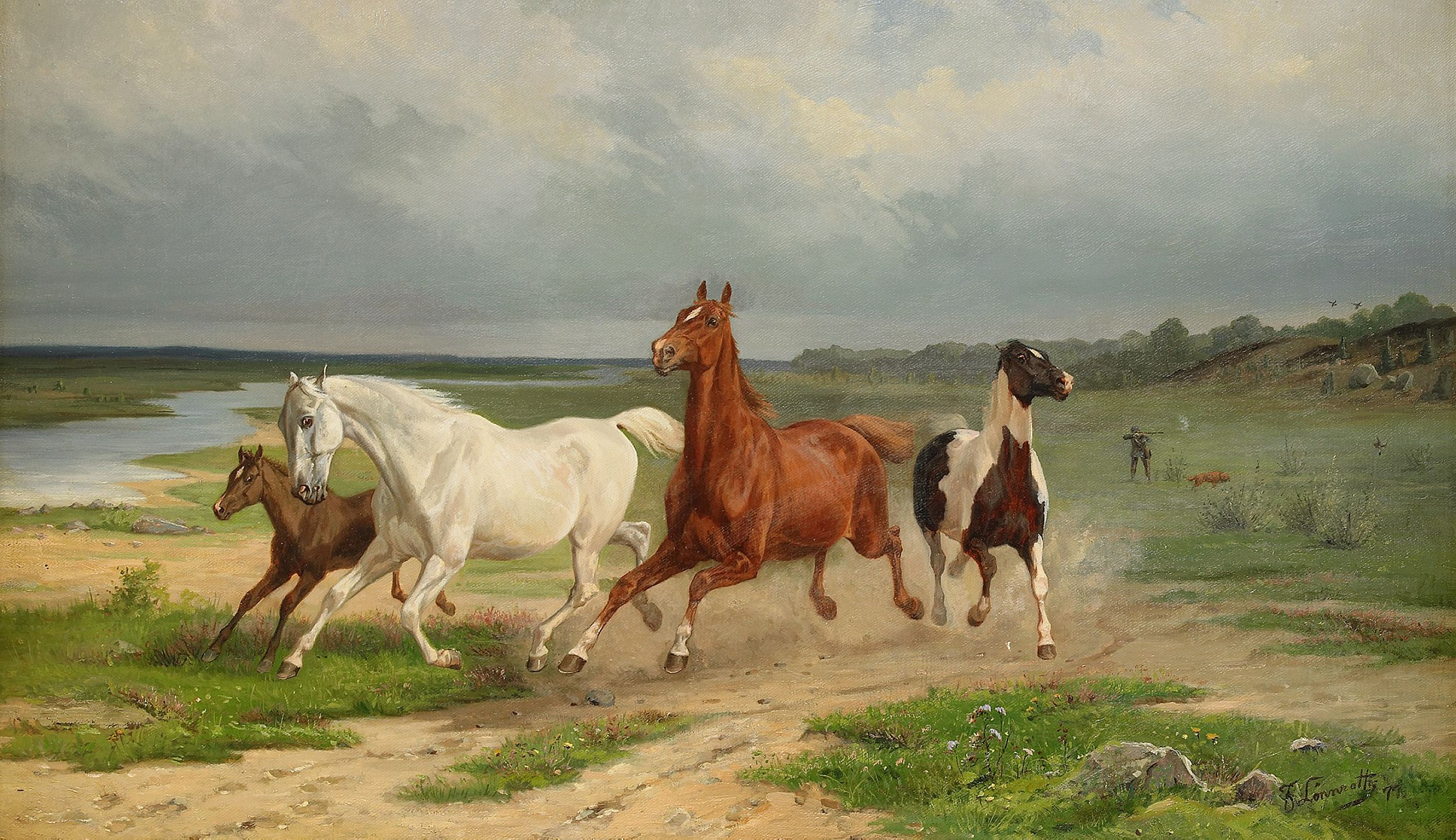
Flyende hästar (Flüchtende Pferde), 1877

Lönnroth, Sohn des Göteborger Artillerie-Majors Arvid Lönnroth (1767–1858) und dessen Ehefrau Helena Bredelius, zeigte bereits als Kadett in der Königlichen Kriegsakademie auf Schloss Karlberg großes zeichnerisches Talent. Die Unterstützung des schwedischen Königs Oskar I. ermöglichte ihm, 1852 ein Studium an der Kunstakademie Stockholm zu beginnen. Neben dem Studium nahm er Privatunterricht bei dem Historien- und Porträtmaler Carl Theodor Staaff (1816–1880).
Im Jahr 1856 übernahmen König Oskar I. und Kunstfreunde aus Göteborg die Kosten einer Exkursion Lönnroths nach Düsseldorf, damals ein bevorzugter Ausbildungsort für angehende Maler Skandinaviens. Beispielsweise hatte sich auch der spätere Pferdemaler Gunnar Brynolf Wennerberg aus Schweden 1852 bis 1855 in Düsseldorf aufgehalten. Bis 1859 nahm Lönnroth vor allem Privatunterricht bei Wilhelm Camphausen, dem führenden  Militär- und Schlachtenmaler der Düsseldorfer Schule, unter dessen Einfluss er sich zu einem Pferdemaler entwickelte. Die Schwedische Akademie der bildenden Künste bewilligte ihm  1862 ein Reisestipendium, das ihm eine weitere Studienreise ins Ausland ermöglichte, die ihn dieses Mal hauptsächlich nach Berlin und Dresden führte. Parallel zu seiner Ausbildung als akademischer Maler beschritt Lönnroth seine Militärkarriere; 1864 wurde er Hauptmann im Älfsborgs Regiment. 1865 heiratete er Kristina Elisabet Adelsköld. 1872 wurde er Ritter des Schwertordens. 1879 nahm er im Range eines Majors seinen Abschied von der schwedischen Armee.